# Ortachne rariflora
Ortachne rariflora là một loài thực vật có hoa trong họ Hòa thảo. Loài này được (Hook.f.) Hughes mô tả khoa học đầu tiên năm 1923.